# Otis (Maine)
Otis – miasto w Stanach Zjednoczonych, w stanie Maine, w hrabstwie Hancock.